# Невры

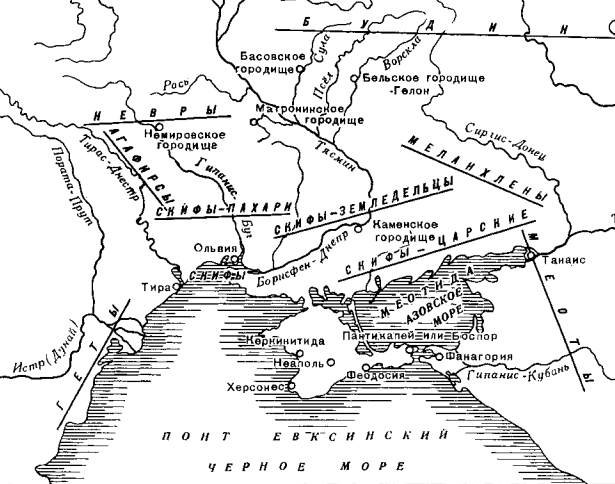
Невры и соседние народы во времена Геродота (по Б. Н. Гракову)

Не́вры (др.-греч. Νευροί, лат. Neuri) — древнее племя, обитавшее в Восточной Европе на северной окраине Скифии. Впервые упомянуты Геродотом (V век до н. э.), оставившим в своей «Истории» наиболее подробное их описание.

## Происхождение
Шведский историк XVIII века Улоф фон Далин писал, что невры являлись потомками десяти потерянных колен Израилевых, и этнически представляли собой смесь скифов, греков и евреев, которые сопровождали будинов или «скифов-пастухов» на шведские острова около 400 г. до н.э. во время исхода, который, как говорят, был вызван македонцами. От невров в его интерпретации произошли древние финны, саамы, эстонцы.
Невры кажется являются остатками Десяти Племен Израиля которых Салмансер, царь Ассирии, в качестве пленников увел из Ханаана… (Если понять что) язык древних Финнов, Саамов и Эстонцев похож на Иврит и даже что эти люди в древние времена отсчитывали начало своего нового года с первого Марта, и Суббота была у них Шаббат, тогда понятно что Невры по всей вероятности имели это происхождение.

## Область расселения

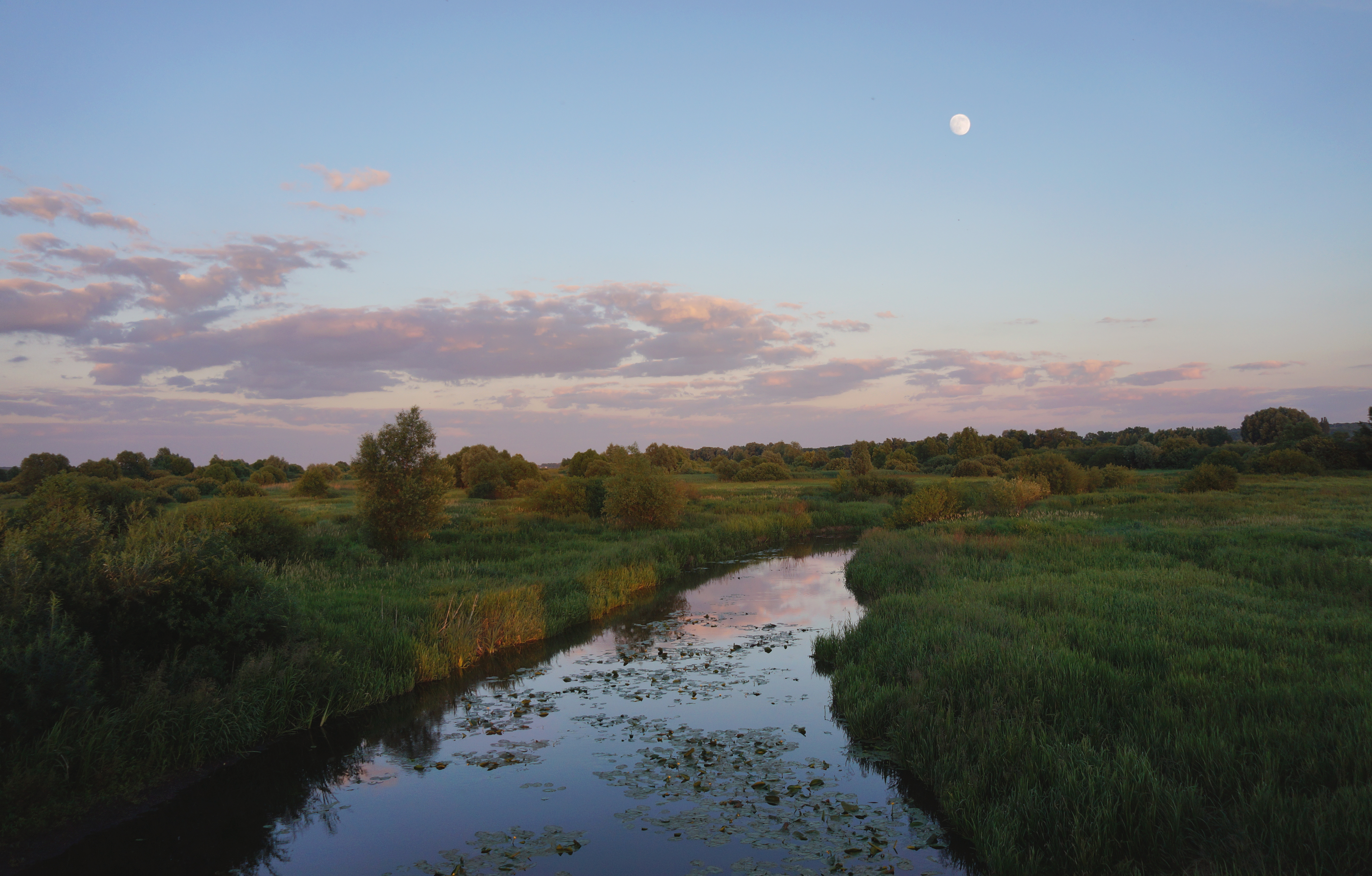
Река Южный Буг в верхнем течении

Область расселения невров у Геродота называется Невридой (вариант перевода — Неврская земля). Геродот помещает невров к западу от Борисфена (река Днепр), вверх по течению реки Гипанис (Южный Буг) выше скифов-пахарей. При этом от Скифии Неврская земля отделена неким озером, из которого берет начало река Тирас (Днестр). Позже Помпоний Мела в русле Геродотовой традиции также помещал исток Тиры в стране невров. Соседями невров по северной границе Скифии Геродот назвывает агафирсов (со стороны Истра, то есть Дуная) и андрофагов (с противоположной стороны). Выше невров располагается безлюдная на всем известном протяжении земля, «обращенная к северному ветру». Повторяя Геродота, Псевдо-Скимн указывает что земля невров простирается вплоть до «необитаемой вследствие холода страны». О северных землях, необитаемых вследствие холодов или по какой-то иной причине говорит также Страбон — спустя порядка четырехсот лет после Геродота. Гораздо позже, в IV веке н. э., Аммиан Марцеллин, смешивая анахроничные данные, называет невров соседями «высоких и обрывистых гор, на которых всё коченеет от мороза и порывистых северных ветров». Тем не менее, ещё во II веке о горах где-то по соседству с некими наварами говорит также Клавдий Птолемей; с натяжкой можно признать такими горами отдельные отроги Карпат.
В описании области расселения невров у Геродота имеется противоречие: согласно его сведениям за поколение до Скифского похода Дария I невры были вынуждены покинуть свои земли из-за змей и поселиться вместе с будинами, которые жили на левобережье Борисфена, на восточной окраине Скифии. Несмотря на это, при описании похода Дария Геродот вновь упоминает невров между агафирсами и андрофагами, а их страну — лежащей между землями упомянутых племён.

## Обычаи и образ жизни
Согласно Геродоту невры имели скифские обычаи. Им могла быть известна царская власть; по крайней мере Геродот говорит о собрании царей племён-соседей Скифии, включая невров, во время похода Дария I. 

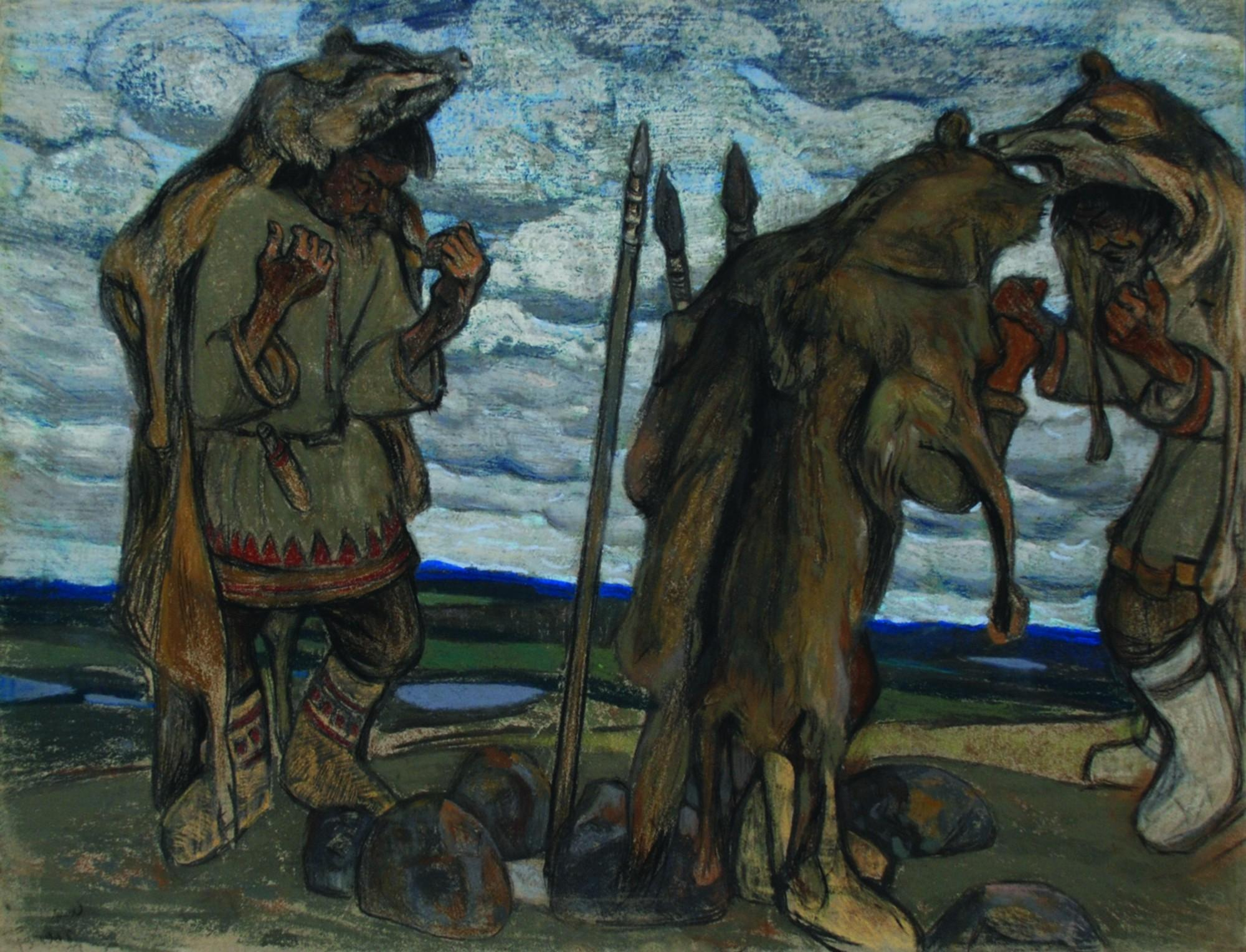
Николай Рерих. Колдуны (1905).

Широко известен фрагмент «Скифского логоса», посвященный оборотничеству (ликантропии) невров:

Эти люди, по-видимому, колдуны. Ведь скифы и эллины, которые живут в Скифии, говорят, что раз в год каждый невр становится волком на несколько дней и затем снова возвращается в прежнее состояние. Рассказывая это, они меня не убеждают, но они тем не менее рассказывают и, рассказывая, клянутся.— Геродот. История. IV, 105
Геродота повторяет Помпоний Мела: «Каждому невру установлено определенное время, когда, если он пожелает, то может превратиться в волка и затем снова принять прежний вид»

## Переселение из-за змей
Наиболее ранние события истории невров в описании Геродота относятся ко времени за несколько десятилетий до Скифского похода Дария I (513 год до н. э.). Описывая область обитания невров в верхнем течении Гипаниса, Геродот делает отступление и указывает на переселение невров к будинам из-за змей: 

…За одно поколение до похода Дария они совсем покинули свою страну из-за змей. Дело в том, что много змей появилось у них в стране, а другие более многочисленные устремились к ним сверху из пустынь, пока, наконец, невры, теснимые ими, не поселились вместе с будинами, покинув свою землю— Геродот. История. IV, 105

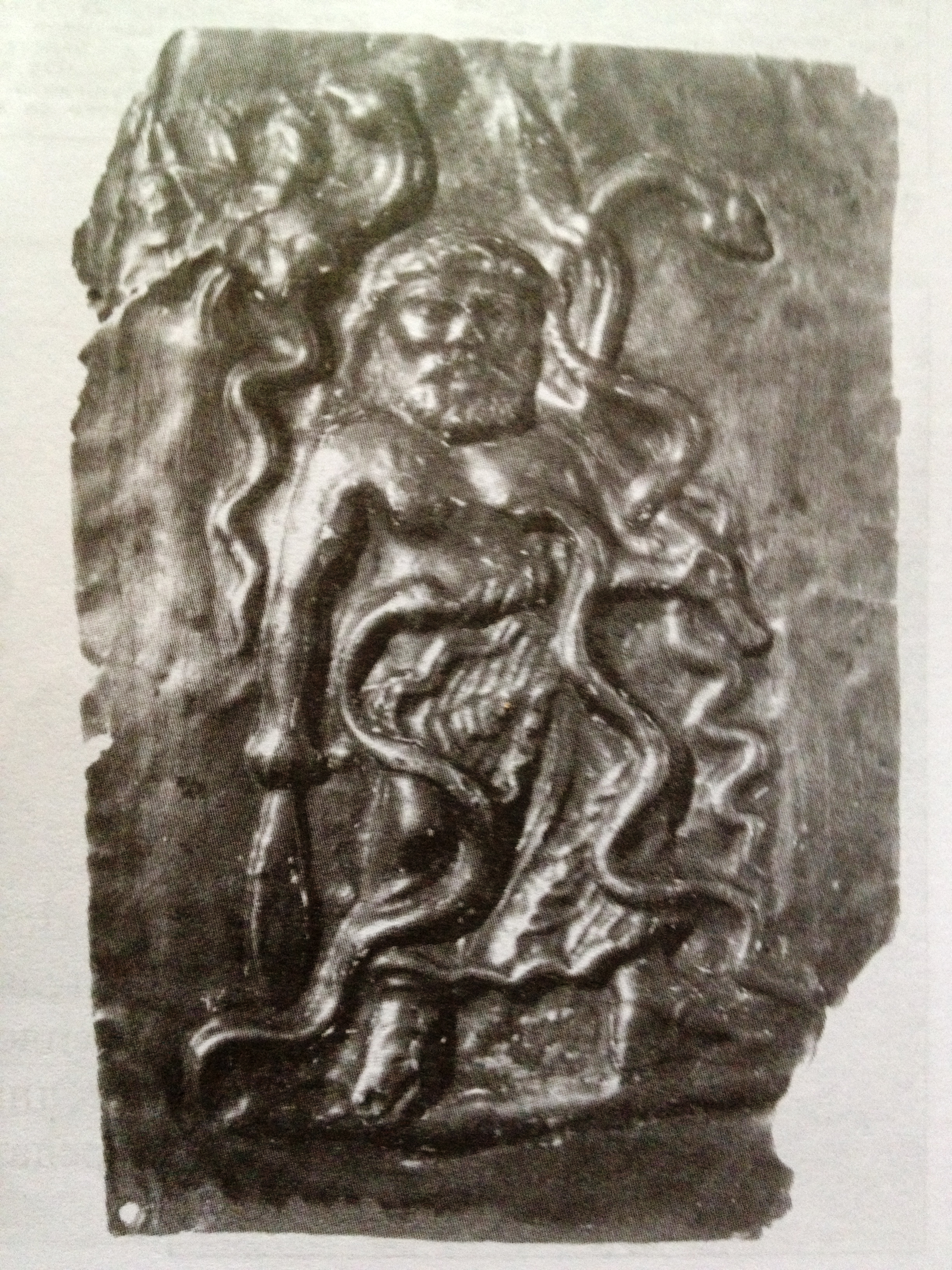
Фрако-фригийский бог Сабазий со змеями

Этот фрагмент неоднократно привлекал внимание исследователей; было выдвинуто предположение, что речь идет не о подлинных змеях, а о неких легендарных врагах, например народе с тотемом змеи, который напал на невров и заставил их покинуть свои земли. Выдвигались разные предположения о том, какая группа восточноевропейского населения могла стать исторической основой этого фрагмента. В частности Б. А. Рыбаков видел в описанных «змеях» балтов «с их исконным культом змеи». Опираясь на исследование ареалов балтской и славянской гидронимии, Б. А. Рыбаков считал, что за сведениями о вторжении «змей» в Невриду «из пустыни внутри страны» следует понимать миграцию балтов с северного (левого) берега болотистой поймы реки Припять на южный берег, занятый неврами. Археологическим свидетельством этой миграции он считал волынскую группу археологических памятников скифского времени, расположенную в бассейне реки Случь чересполосно с поселениями милоградской культуры, связываемой им с неврами. Высказывалась также версия о фракийской основе фрагмента о змеях, поскольку в культах фракийцев змеи также играли важную роль (змей — символ важнейшего фрако-фригийского бога Сабазия).
О переселении самих невров в земли будинов из-за змей как будто свидетельствуют данные археологии, интерпретированные Б. Н. Граковым: ряд памятников на Ворскле связаны с синхронной чернолесской культурой днепровского правобережья, которую он отождествлял с неврами. Но фрагмент о «змеях» противоречит хронологической последовательности рассказа Геродота: несмотря на упомянутое переселение невров накануне похода Дария, при описании самого этого похода невры и их страна упоминаются на прежнем месте — между землями агафирсов и андрофагов. По мнению Б. Д. Гракова, «либо информаторы Геродота приблизили более древнее событие к своему времени, либо та миграция, что попала во II главу четвертой книги отца истории, была последним эпизодом в ряду таких случаев».

## Скифский поход Дария I

Предполагаемый маршрут похода Дария I

Геродот уделяет внимание неврам в связи со Скифским походом Дария I. Согласно его повествованию, в условиях начала этого похода, скифы послали к соседним племенам за помощью, указывая на то, что им грозит не меньшая опасность чем самим скифам. От племён прибыли цари, которые стали советоваться, но их мнения разделились:

Гелон, Будин и Савромат, будучи заодно, согласились помочь скифам; но Агафирс, Невр, Андрофаг и [цари] меланхленов и тавров отвечали скифам следующее: «Если бы вы, не причинив персам зла и не начав войну первыми, просили о том, о чем теперь просите, то нам было бы ясно, что вы говорите справедливо, и мы, послушавшись вас, действовали бы заодно с вами. Но вы, вторгнувшись в их страну без нашего участия, господствовали над персами столько времени, сколько вам позволило божество, и так как их теперь побуждает то же самое божество, они платят вам тем же. Мы же и тогда не причинили никакого зла этим мужам, и теперь не будем пытаться первыми причинить зло. Если, однако, он вторгнется и в нашу страну и положит начало несправедливости, тогда и мы не подчинимся; а пока мы этого не увидим, мы останемся у себя дома. Ведь мы думаем, что персы идут не на нас, а на тех, кто были виновниками несправедливости»— Геродот. История. IV, 119
Услышав этот ответ скифы приняли решение не давать решающего сражения, а отступать угоняя скот, засыпая колодцы и источники, истребляя растительность и заманивая персов в земли тех племён, которые отказались им помочь, чтобы втянуть их войну. Согласно Геродоту, Дарий преследовал скифов двигаясь на восток, а после — в обратном направлении через земли соседних Скифии племен: сначала меланхленов, затем — андрофагов, а после — невров. Под натиском персов все эти три племени поочерёдно пришли в смятение и не вступив в войну, несмотря на обещанные угрозы, бежали к северу в пустыню. Скифы не стали заманивать персов к агафирсам, поскольку те заранее запретили им это делать и из Невриды стали отступать в собственную страну, в Скифию.

## Упоминания невров после Геродота

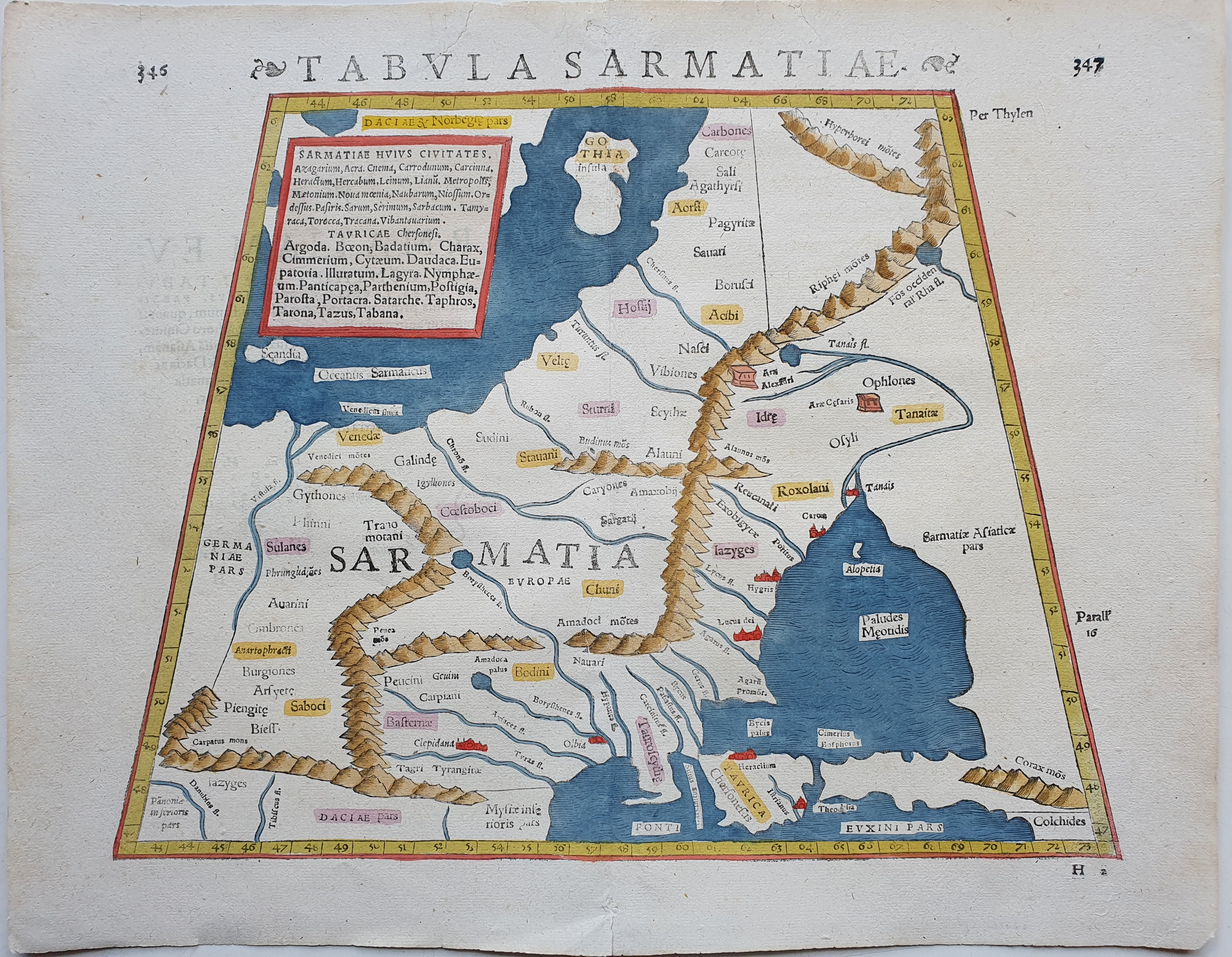
Навары и соседние народы во времена Птолемея

После Геродота упоминания невров в античных источниках скупы, зачастую анахроничны и в том или ином виде повторяют сведения «отца истории»; например, в «Периэгесе» Псевдо-Скимна невры помещены выше аротеров (греч. «пахари»), а их земли по-прежнему простирается вплоть до «необитаемой вследствие холода страны». Дионисий Периэгет, смешивая реальные и мифические этнонимы, помещает рядом с неврами упомянутых ещё Гомером гиппемолгов (греч. «млекоедов») и совершенно мифических гиппоподов (греч. «лошадиноногие»). В I веке невров упоминает Помпоний Мела, помещая в их земле исток Тиры (в русле геродотовой традиции); в то же время в сочинении Плиния Старшего в земле невров помещается уже исток Борисфена (Днепра), а исток Гипаниса (Южного Буга) связывает с землями авхетов (то есть скифского племени авхатов, известного Геродоту).
Более взвешенные данные о состоянии знаний касательно верховьев Тираса, Гипаниса и Борисфена приводит Страбон (I век до н. э. — I век н. э.), который отмечает что истоки всех этих трёх рек не открыты, а потому сведения о странах, лежащих севернее их, «должны быть ещё гораздо менее известны». В дальнейшем, во II веке н. э. Клавдий Птолемей описывает реку Тиру (то есть Днестр) как пограничную между Дакией и Сарматией; племенами последней «выше Дакии» он называет певкинов и «бастернов» и где-то по-соседству с ними, «ниже соименных гор» упомянуты некие навары; при этом многие из названых местных гор могут быть отрогами Карпат. Спустя восемь столетий после Геродота, в IV веке н. э. Аммиан Марцеллин, смешивая древние и современные этнонимы, по-прежнему упоминает невров среди народов «Скифии» (в его время — уже Сарматия), прежде всего среди аланов; за неврами они помещает неких видинов (вероятно — геродотовых будинов). В VI веке Иордан уже не упоминает невров, а касательно населения описываемого региона отмечает, что прикарпатские земли до Днестра населяют склавены, от Днестра до Днепра — анты, а земли дальше вглубь континента от истоков Вистулы (Вислы) до берега моря населяют венеды. Позднейшее упоминание невров (под именем неврии) содержится в «Равеннской космографии», созданной неизвестным автором VIII века; многие сведения этого источника явно анахроничны и наряду с историческими народами там перечислены устаревшие или полумифические этнонимы; невры упомянуты между «гомеровскими» гиппемолгами и некими агиями.
Начиная с К. Ширрена (1852) высказывались предположения об этимологической связи геродотовых невров и этнонима «нерома», известного по древнерусским летописям. Впервые он упоминается ещё Нестором в «Повести временных лет» (в форме «норова»); помимо этого — в Переяславо-Суздальском летописце (как «нерома») и в Ипатьевской летописи (как «норома»). В Переяславо-Суздальском летописце нерома описана как «сиречь Жомойть», то есть древнерусское обозначение восточнобалтского племени жмудь. По другой версии под неровой следует понимать восточнобалтское племя латгалов, жившее в восточной части современной Латвии. В XX веке М. Гимбутас, категорично соотнося невров с балтами, а их соседей — со славянами (скифы-пахари) и мордвой (андрофаги), предполагала, что нерома русских летописей и геродотовы невры могли быть одним и тем же народом.

## Отоджествление с гуннами
Историк Филосторгий, в труде Ecclesiastical History, написанном между 425 и 433 гг., идентифицировал зверствовавших гуннов с оборотнями Скифии, неврами. Самое вероятное объяснение верования — местоположение невров. Они были самым северным народом, гунны пришли с дальнего севера, следовательно, гунны есть невры.
Обитавшие за Истром скифы были изгнаны из родных пределов напавшими на них гуннами и, выказав дружелюбные намерения, перешли под власть римлян. Гунны эти, очевидно, те самые, которых древние называли неврами, жившие у подножия Рифейских гор, откуда берет начало Танаис, вливающий свои воды в Меотийское болото.
Благодаря Филосторгию можно увидеть, как окончательно сформировалась литературная легенда. Невры «превратились» в гуннов, Борисфен — в Танаис. Слишком большое расстояние отделяет эту легенду от «Истории» Геродота — одного из основных источников сведений о неврах, Борисфенах и Танаисе. Невры, гелоны, гипемолги и другие персонажи подобных легенд не могли быть реальными современниками римлян.

## Соотнесение с археологическими культурами

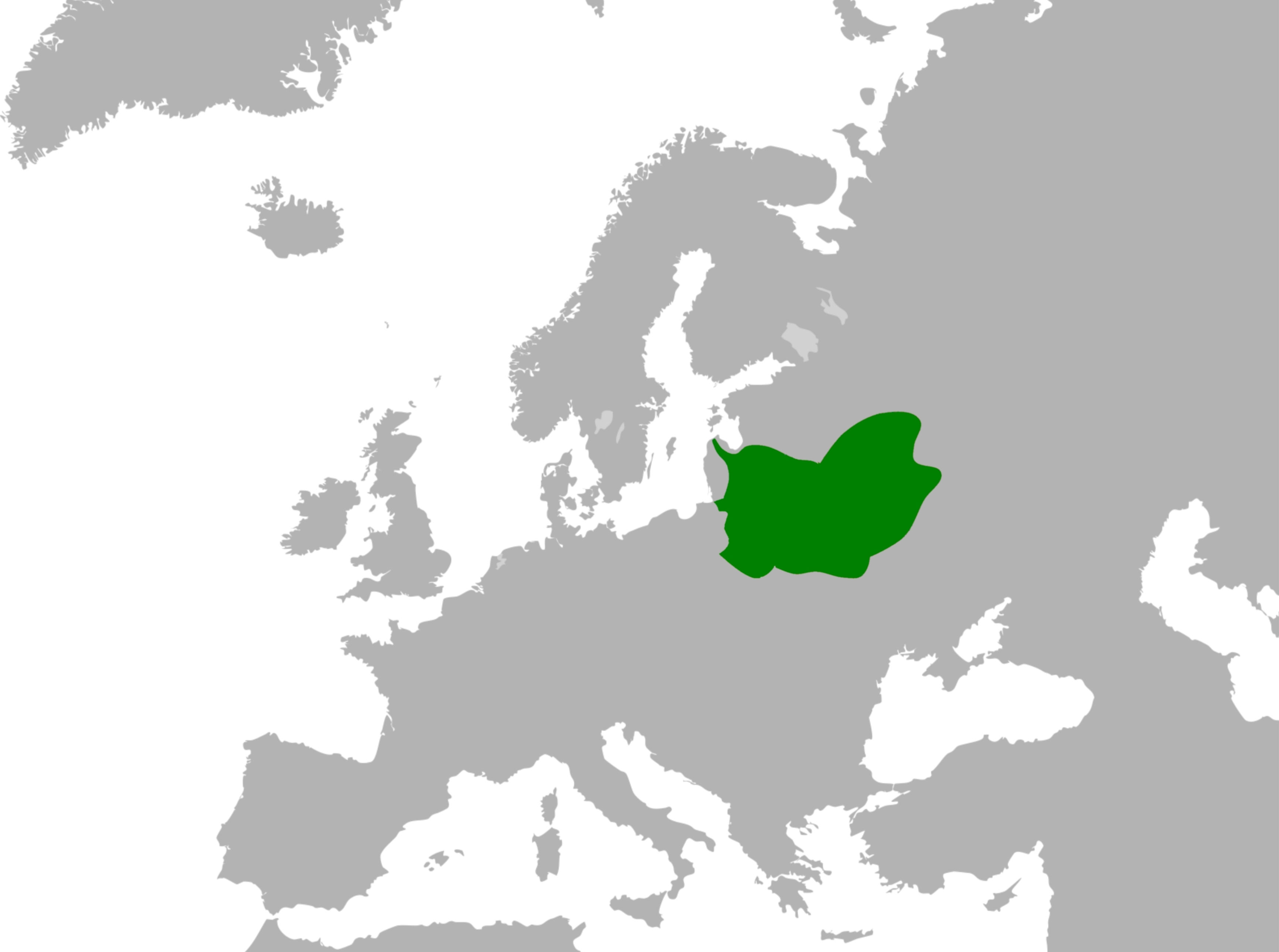
Карта расселения восточных балтов, территориально совпадает с вышеописанным описанием места жительства невров

По всей совокупности указаний Геродота, область расселения невров локализуется где-то на правобережье лесостепного Днепра вплоть до вод Южного Буга и Днестра. Соотнесение невров с конкретными археологическими культурами зависит от выбора подхода к интерпретации данных письменных источников: один подход предполагает соотнесение невров с городищенскими культурами лесной зоны, второй — со скифоидными культурами лесостепной зоны.

### Городищенские культуры лесной зоны
Согласно первому подходу, отнесение Геродотом северных соседей Скифии к нескифским племенам предполагает отличия в образе жизни, обусловленные в том числе природными факторами. В таком случае, если сами скифы населяли степную и лесостепную области Северного Причерноморья, то их северных соседей следует локализовать севернее — в зоне лесов, среди так называемых городищенских культур раннего железного века; активный вклад в разработку этого похода внёс Б. А. Рыбаков.
Своё название название городищенские культуры получили по наличию у населения этих культур городищ, снабженных земляными и деревянными укреплениями. Конкретно с неврами О. Н. Мельниковской (вслед за ней Б. А. Рыбаковым и многими иными авторами) связывается милоградская археологическая культура, занимавшая в первом тысячелетии до н. э. области в бассейне Верхнего Днепра и Припяти. Эта культура издавна ассоциируется с днепровскими балтами.

### Скифоидные культуры лесостепной зоны
Для сторонников второго подхода определяющими являются указания Геродота на то, что невры, при всех их отличиях от собственно скифов, всё-таки имели скифские обычаи и схожий образ жизни. В таком случае, локализовать невров следует южнее — среди так называемых скифоидных культур лесостепной зоны Восточной Европы. Этот подход активно разрабатывался Б. Н. Граковым, который связывал с неврами памятники правобережья лесостепного Среднего Поднепровья — вплоть до лесостепных вод Южного Буга и Днестра. Наличие на правобережье Днепра (в бассейне Ворсклы) группы памятников, связанных с упомянутой правобережной скифоидной культурой, может отражать сведения Геродота о переселении невров в земли будинов.

## Этноязыковая принадлежность
Вопрос об этноязыковой принадлежности северных соседей Скифии трудно решаем в силу отрывочного и неточного характера сведений. Сильное влияние скифов, отмеченное Геродотом, ставит вопрос о возможном ираноязычии какой-то части соседних Скифии племён. Высказывались разные предположения касательно этноязыковой принадлежности невров, причём большинство исследователей склонно усматривать в них балто-славянскую основу.
При определении этноязыковой принадлежности невров во главу угла зачастую ставится процитированный выше фрагмент об их оборотничестве. Поверья о волках-оборотнях характерны для славян, кельтов, германцев. Особенно многочисленные их свидетельства содержатся в фольклоре восточных славян, прежде всего белорусов и северных украинцев; на этом основании уже издавна исследователи были склонны усматривать в неврах славянскую принадлежность.  В частности, ещё в XIX — начале XX века П. И. Шафарик, Л. Нидерле пытались определить невров как предков славян. Например Л. Нидерле, локализуя геродотовых невров на землях современной Волыни и Подолья, считал, что их славянское происхождение «вполне очевидно».
Однако представления о ликантропии у балтов также фиксируются ещё по средневековым источникам и отмечаются исследователями. Соотнесение невров с прото-славянами доминировало до накопления археологических данных по собственно балтской культуре, когда активнее стали высказываться предположения о балтской принадлежности невров (а конкретно — восточнобалтской). Со временем была предложена и балтская этимология этнонимов «невры» и «будины», а описанное Геродотом переселение невров в земли будинов, не соседствовавших с ними непосредственно, также может быть свидетельством взаимного родства этих племён. Кроме того, упоминаемая Геродотом вера невров в оборотничество также находит соответствия в балтском этнографическом материале (ср. свидетельства Иеронима Пражского об оборотничестве жмуди). То, что в историческое время эти поверья обнаруживаются также у населения Белоруссии и севера Украины, может объясняться относительно недавней славянизацией проживавших здесь издревле днепровских балтов.
О. Н. Трубачёв интерпретировал фрагмент об оборотничестве невров в качестве свидетельства их принадлежности к кельтам — исходя из существования в Галлии схожего по имени племени нервиев и ярких свидетельств культа волка в кельтской среде.

## В массовой культуре
Невры — главные герои серии книг «Трое из Леса» Юрия Никитина, созданных в поджанре славянского фэнтези. Невры там наделены выраженной славянской атрибутикой, выступая в роли предков славян.

## Комментарии
1. ↑  Геродот придерживался «озерной» теории истоков скифских рек, в то время как в Античности существовала также «горная» теория где истоки помещались в Рипейских горах[14]. В действительности реки Скифии не берут начало в озерах[14]. Высказывалась также точка зрения что под «озером» Геродота подразумевались Пинские болота, которые вполне могли стать естественной границей между неврами и скифами[15].